# Rallye de Pologne 2014
Le 71e Rallye de Pologne est la 7e manche du Championnat du monde des rallyes 2014.
Inscrit pour la troisième fois seulement au championnat du monde des rallyes après 2009 et 1973, le 71e rallye de Pologne se court autour de la ville de Mikołajki sur 24 spéciales de 362,48 km.
Le rallye est remporté par Sébastien Ogier sur Volkswagen Polo R WRC devant son coéquipier Andreas Mikkelsen.

## Résultats

### Classement final
| Rang              | Pilote             | Copilote          | Numéro            | Voiture               | Écurie                      | Temps             | Écart             | Points            |
| Toutes catégories | Toutes catégories  | Toutes catégories | Toutes catégories | Toutes catégories     | Toutes catégories           | Toutes catégories | Toutes catégories | Toutes catégories |
| ----------------- | ------------------ | ----------------- | ----------------- | --------------------- | --------------------------- | ----------------- | ----------------- | ----------------- |
| 1.                | Sébastien Ogier    | Julien Ingrassia  | 1                 | Volkswagen Polo R WRC | Volkswagen Motorsport       | 2 h 34 min 02 s 0 | --                | 283               |
| 2.                | Andreas Mikkelsen  | Ola Fløene        | 9                 | Volkswagen Polo R WRC | Volkswagen Motorsport       | 2 h 35 min 09 s 7 | +1 min 07 s 7     | 202               |
| 3.                | Thierry Neuville   | Nicolas Gilsoul   | 7                 | Hyundai i20 WRC       | Hyundai Motorsport          | 2 h 36 min 15 s 5 | +2 min 13 s 5     | 15                |
| 4.                | Mikko Hirvonen     | Jarmo Lehtinen    | 5                 | Ford Fiesta RS WRC    | M-Sport WRT                 | 2 h 36 min 34 s 4 | +2 min 32 s 4     | 12                |
| 5.                | Jari-Matti Latvala | Miikka Anttila    | 2                 | Volkswagen Polo R WRC | Volkswagen Motorsport       | 2 h 36 min 35 s 1 | +2 min 33 s 1     | 111               |
| 6.                | Juho Hänninen      | Tomi Tuominen     | 8                 | Hyundai i20 WRC       | Hyundai Motorsport          | 2 h 36 min 51 s 9 | +2 min 49 s 9     | 8                 |
| 7.                | Kris Meeke         | Paul Nagle        | 3                 | Citroën DS3 WRC       | Citroën Total Abu Dhabi WRT | 2 h 38 min 29 s 9 | +4 min 27 s 9     | 6                 |
| 8.                | Hayden Paddon      | J. Kennard        | 20                | Hyundai i20 WRC       | Hyundai Motorsport          | 2 h 38 min 34 s 1 | +4 min 32 s 1     | 4                 |
| 9.                | Henning Solberg    | Ilka Minor        | 16                | Ford Fiesta RS WRC    | Henning Solberg             | 2 h 39 min 01 s 0 | +4 min 59 s 0     | 2                 |
| 10.               | Martin Prokop      | Jan Tománek       | 21                | Ford Fiesta RS WRC    | Jipocar Czech National Team | 2 h 40 min 13 s 3 | +6 min 11 s 3     | 1                 |

3, 2, 1 : y compris les 3, 2 et 1 points attribués aux trois premiers de la spéciale télévisée (power stage).

### Spéciales chronométrées
| Étape              | Spéciale | Heure   | Nom                       | Distance | Vainqueur          | Temps         | Leader            |
| ------------------ | -------- | ------- | ------------------------- | -------- | ------------------ | ------------- | ----------------- |
| 1er jour (26 juin) | ES1      | 16 h 40 | Milki 1                   | 14,54 km | Sébastien Ogier    | 6 min 54 s 0  | Sébastien Ogier   |
| 1er jour (26 juin) | ES2      | 17 h 30 | Kruklanki 1               | 17,24 km | Juho Hänninen      | 9 min 05 s 1  | Andreas Mikkelsen |
| 1er jour (26 juin) | ES3      | 20 h 05 | SSS Mikolajki Arena 1     | 2,50 km  | Sébastien Ogier    | 1 min 48 s 4  | Sébastien Ogier   |
| 2e jour (27 juin)  | ES4      | 09 h 10 | Wieliczki 1               | 12,89 km | Andreas Mikkelsen  | 5 min 48 s 3  | Andreas Mikkelsen |
| 2e jour (27 juin)  | ES5      | 11 h 43 | Kapciamiestis-Lithuania 1 | 12,92 km | Mads Østberg       | 6 min 21 s 5  | Andreas Mikkelsen |
| 2e jour (27 juin)  | ES6      | 12 h 30 | Margionys-Lithuania 1     | 17,97 km | Sébastien Ogier    | 9 min 51 s 3  | Sébastien Ogier   |
| 2e jour (27 juin)  | ES7      | 14 h 58 | Kapciamiestis-Lithuania 2 | 12,92 km | ANNULÉE            | ANNULÉE       | Sébastien Ogier   |
| 2e jour (27 juin)  | ES8      | 15 h 45 | Margionys-Lithuania 2     | 17,97 km | ANNULÉE            | ANNULÉE       | Sébastien Ogier   |
| 2e jour (27 juin)  | ES9      | 19 h 15 | Wielczki 2                | 12,89 km | Andreas Mikkelsen  | 5 min 39 s 0  | Andreas Mikkelsen |
| 2e jour (27 juin)  | ES10     | 22 h 00 | SSS Mikolajki Arena 2     | 2,50 km  | Sébastien Ogier    | 1 min 46 s 9  | Sébastien Ogier   |
| 3e jour (28 juin)  | ES11     | 08 h 00 | Chmielewo 1               | 6,75 km  | Andreas Mikkelsen  | 3 min 21 s 7  | Sébastien Ogier   |
| 3e jour (28 juin)  | ES12     | 09 h 05 | Stare Juchy 1             | 14,41 km | Mads Østberg       | 7 min 31 s 1  | Sébastien Ogier   |
| 3e jour (28 juin)  | ES13     | 10 h 35 | Babki 1                   | 15,76 km | Sébastien Ogier    | 7 min 43 s 8  | Sébastien Ogier   |
| 3e jour (28 juin)  | ES14     | 11 h 35 | Goldap 1                  | 35,17 km | Sébastien Ogier    | 17 min 21 s 7 | Sébastien Ogier   |
| 3e jour (28 juin)  | ES15     | 14 h 05 | Baranowo 1                | 14,90 km | Sébastien Ogier    | 7 min 35 s 9  | Sébastien Ogier   |
| 3e jour (28 juin)  | ES16     | 15 h 50 | Chmielewo 2               | 6,75 km  | Sébastien Ogier    | 3 min 20 s 2  | Sébastien Ogier   |
| 3e jour (28 juin)  | ES17     | 16 h 55 | Stare Juchy 2             | 14,41 km | Thierry Neuville   | 7 min 24 s 8  | Sébastien Ogier   |
| 3e jour (28 juin)  | ES18     | 18 h 25 | Babki 2                   | 15,76 km | Jari-Matti Latvala | 7 min 40 s 1  | Sébastien Ogier   |
| 3e jour (28 juin)  | ES19     | 19 h 25 | Goldap 2                  | 35,17 km | Jari-Matti Latvala | 17 min 21 s 7 | Sébastien Ogier   |
| 3e jour (28 juin)  | ES20     | 22 h 00 | SSS Mikolajki Arena 3     | 2,50 km  | Sébastien Ogier    | 1 min 48 s 8  | Sébastien Ogier   |
| 4e jour (29 juin)  | ES21     | 08 h 15 | Milki 2                   | 14,54 km | Jari-Matti Latvala | 6 min 53 s 4  | Sébastien Ogier   |
| 4e jour (29 juin)  | ES22     | 09 h 03 | Kruklanki 2               | 17,24 km | Jari-Matti Latvala | 8 min 57 s 0  | Sébastien Ogier   |
| 4e jour (29 juin)  | ES23     | 11 h 02 | SSS Mikolajki Arena 4     | 2,50 km  | Jari-Matti Latvala | 1 min 47 s 2  | Sébastien Ogier   |
| 4e jour (29 juin)  | ES24*    | 12 h 05 | Baranowo 2                | 14,90 km | Sébastien Ogier    | 7 min 22 s 3  | Sébastien Ogier   |

* : Power stage, spéciale télévisée attribuant des points aux trois premiers pilotes

## Classement au championnat après l'épreuve

### Classement des pilotes
Selon le système de points en vigueur, les 10 premiers équipages remportent des points, 25 points pour le premier, puis 18, 15, 12, 10, 8, 6, 4, 2 et 1.
| Rang | Pilote              | Rallyes | Rallyes | Rallyes | Rallyes | Rallyes | Rallyes | Rallyes | Rallyes | Rallyes | Rallyes | Rallyes | Rallyes | Rallyes | Total points |
| Rang | Pilote              | MON     | SUE     | MEX     | POR     | ARG     | ITA     | POL     | FIN     | GER     | AUS     | FRA     | ESP     | GBR     | Total points |
| ---- | ------------------- | ------- | ------- | ------- | ------- | ------- | ------- | ------- | ------- | ------- | ------- | ------- | ------- | ------- | ------------ |
| 1er  | Sébastien Ogier     | 272     | 8       | 283     | 283     | 213     | 261     | 283     | -       | -       | -       | -       | -       | -       | 166          |
| 2e   | Jari-Matti Latvala  | 133     | 272     | 202     | 2       | 261     | 172     | 111     | -       | -       | -       | -       | -       | -       | 116          |
| 3e   | Andreas Mikkelsen   | 6       | 18      | 0       | 12      | 12      | 153     | 202     | -       | -       | -       | -       | -       | -       | 83           |
| 4e   | Mads Østberg        | 12      | 183     | 2       | 161     | Ab      | 18      | Ab      | -       | -       | -       | -       | -       | -       | 66           |
| 5e   | Mikko Hirvonen      | Ab      | 131     | 51      | 18      | 42      | Ab      | 12      | -       | -       | -       | -       | -       | -       | 52           |
| 6e   | Thierry Neuville    | Ab      | 0       | 15      | 6       | 10      | 0       | 15      | -       | -       | -       | -       | -       | -       | 46           |
| 7e   | Kris Meeke          | 161     | 1       | Ab      | Ab      | 15      | 0       | 6       | -       | -       | -       | -       | -       | -       | 38           |
| 8e   | Elfyn Evans         | 8       | Ab      | 12      | 0       | 6       | 10      | 0       | -       | -       | -       | -       | -       | -       | 36           |
| 9e   | Martin Prokop       | Ab      | Ab      | 10      | 8       | 4       | 8       | 1       | -       | -       | -       | -       | -       | -       | 31           |
| 10e  | Henning Solberg     | -       | 6       | -       | 10      | -       | 6       | 2       | -       | -       | -       | -       | -       | -       | 24           |
| 11e  | Bryan Bouffier      | 18      | -       | -       | -       | -       | -       | 0       | -       | -       | -       | -       | -       | -       | 18           |
| 12e  | Robert Kubica       | Ab      | 0       | Ab      | Ab      | 8       | 4       | 0       | -       | -       | -       | -       | -       | -       | 12           |
| 13e  | Juho Hänninen       | -       | -       | -       | 4       | -       | Ab      | 8       | -       | -       | -       | -       | -       | -       | 12           |
| 14e  | Ott Tänak           | -       | 10      | 0       | Ab      | 0       | 0       | 0       | -       | -       | -       | -       | -       | -       | 10           |
| 15e  | Beníto Guerra       | -       | -       | 8       | -       | -       | -       | -       | -       | -       | -       | -       | -       | -       | 8            |
| 16e  | Chris Atkinson      | -       | -       | 6       | -       | -       | -       | -       | -       | -       | -       | -       | -       | -       | 6            |
| 17e  | Jaroslav Melicharek | 4       | -       | -       | -       | -       | 0       | -       | -       | -       | -       | -       | -       | -       | 4            |
| 18e  | Pontus Tidemand     | -       | 4       | -       | 0       | -       | -       | -       | -       | -       | -       | -       | -       | -       | 4            |
| 19e  | Hayden Paddon       | -       | -       | -       | -       | -       | 0       | 4       | -       | -       | -       | -       | -       | -       | 4            |
| 20e  | Nasser Al-Attiyah   | -       | -       | -       | 2       | 1       | Ab      | -       | -       | -       | -       | -       | -       | -       | 3            |
| 21e  | Lorenzo Bertelli    | 0       | 0       | 0       | 0       | 0       | 2       | -       | -       | -       | -       | -       | -       | -       | 2            |
| 22e  | Matteo Gamba        | 2       | -       | -       | -       | -       | -       | -       | -       | -       | -       | -       | -       | -       | 2            |
| 23e  | Craig Breen         | -       | 2       | -       | -       | -       | -       | -       | -       | -       | -       | -       | -       | -       | 2            |
| 24e  | Yuriy Protasov      | 1       | 0       | 1       | 0       | Ab      | 0       | -       | -       | -       | -       | -       | -       | -       | 2            |
| 25e  | Jari Ketomaa        | -       | 0       | -       | 1       | 0       | -       | 0       | -       | -       | -       | -       | -       | -       | 1            |
| 26e  | Khalid Al Qassimi   | -       | -       | -       | -       | -       | 1       | -       | -       | -       | -       | -       | -       | -       | 1            |

| Couleur | Résultat                                                         |
| ------- | ---------------------------------------------------------------- |
| Or      | Vainqueur                                                        |
| Argent  | 2e place                                                         |
| Bronze  | 3e place                                                         |
| Vert    | Classé, dans les points                                          |
| Bleu    | Classé, hors des points Non classé (Nc.)                         |
| Mauve   | Abandon (Ab.) Retrait (Re.)                                      |
| Noir    | Disqualifié (Dq.)                                                |
| Blanc   | N'a pas pris le départ (Np.) Forfait (Forf.) Épreuve annulée (A) |
| Aucune  | N'a pas participé (-)                                            |

3, 2, 1 : y compris les 3, 2 et 1 points attribués aux trois premiers de la spéciale télévisée (power stage).

### Classement des constructeurs
| Rang | Équipe                                   | Rallyes | Rallyes | Rallyes | Rallyes | Rallyes | Rallyes | Rallyes | Rallyes | Rallyes | Rallyes | Rallyes | Rallyes | Rallyes | Total points |
| Rang | Équipe                                   | MON     | SUE     | MEX     | POR     | ARG     | ITA     | POL     | FIN     | GER     | AUS     | FRA     | ESP     | GBR     | Total points |
| ---- | ---------------------------------------- | ------- | ------- | ------- | ------- | ------- | ------- | ------- | ------- | ------- | ------- | ------- | ------- | ------- | ------------ |
| 1er  | Volkswagen Motorsport                    | 37      | 35      | 43      | 29      | 43      | 40      | 35      | -       | -       | -       | -       | -       | -       | 262          |
| 2e   | Citroën Total Abu Dhabi World Rally Team | 33      | 23      | 4       | 15      | 15      | 19      | 6       | -       | -       | -       | -       | -       | -       | 115          |
| 3e   | M-Sport World Rally Team                 | 8       | 14      | 18      | 20      | 8       | 10      | 12      | -       | -       | -       | -       | -       | -       | 90           |
| 4e   | Volkswagen Motorsport II                 | 10      | 16      | 2       | 12      | 12      | 12      | 18      | -       | -       | -       | -       | -       | -       | 82           |
| 5e   | Hyundai Shell World Rally Team           | 0       | 8       | 23      | 14      | 10      | 2       | 23      | -       | -       | -       | -       | -       | -       | 80           |
| 6e   | Jipocar Czech National Team              | 0       | 0       | 10      | 10      | 4       | 8       | 2       | -       | -       | -       | -       | -       | -       | 34           |
| 7e   | RK M-Sport World Rally Team              | 0       | 4       | 0       | 0       | 8       | 6       | 1       | -       | -       | -       | -       | -       | -       | 19           |
| 8e   | Hyundai MotorSport N                     | -       | -       | -       | 0       | -       | 4       | 4       | -       | -       | -       | -       | -       | -       | 8            |